# Antonín Gšventner
Antonín Gšventner (9. ledna 1896 Dačice – 30. září 1941 Kounicovy koleje) byl československý legionář, důstojník a odbojář popravený nacisty.

## Život

### Před první světovou válkou
Antonín Gšventner se narodil 9. ledna 1896 v Dačicích v rodině obchodníka. V roce 1915 odmaturoval na Prvním českém gymnáziu v Brně. Byl členem Sokola.

### První světová válka
Antonín Gšventner se v roce 1915 zapsal na studium medicíny, přesto byl záhy povolán do c. a k. armády a vyslán do bojů první světové války, konkrétně na ruskou frontu, kde padl 14. září 1915 u Ternopilu do zajetí. Přihlášku do Československých legií podal 28. července 1918, zařazen byl 18. listopadu téhož roku. Absolvoval Sibiřskou anabázi a do Československa se vrátil v roce 1920 v hodnosti nadporučíka.

### Mezi světovými válkami
Antonín Gšventner zůstal po návratu do Československa v armádní službě a mezi lety 1921 a 1927 sloužil u pěšího pluku 24 ve Znojmě, následně do roku 1934 v Turčianském svatém Martině a do roku 1937 v Zábřehu. Vojenskou kariéru zakončil jako styční důstojník zemského finančního ředitelství III. sboru v Brně. Dosáhl hodnosti majora. V roce 1924 se oženil s Blankou Holoušovou, manželům se v roce 1925 narodila dcera Soňa, provdaná Hemalová. Během svého působení ve Znojmě a Martině zastával post předsedy posádkové pobočky Československé obce legionářské.

### Druhá světová válka
Po německé okupaci v březnu 1939 a rozpuštění Československé armády pracoval Antonín Gšventner na brněnském berním úřadu. Vstoupil do protinacistického odboje v řadách Obrany národa. Za svou činnost byl 6. května 1941 zatčen gestapem, tvrdě vyslýchán po nějaký čas i v Německu. Dne 30. září 1941 byl stanným soudem odsouzen k trestu smrti a týž den odpoledne v brněnských Kounicových kolejích popraven. Jeho tělo bylo zpopelněno 2. října v brněnském krematoriu.

## Ocenění

### Vyznamenání
- 1919 Československý válečný kříž 1914–1918
- 1920 Československá revoluční medaile
- 1920 Československá medaile Vítězství

### Posmrtná ocenění
- Antonínu Gšventnerovi byl in memoriam udělen Československý válečný kříž 1939
- Antonín Gšventner byl v roce 1946 in memoriam povýšen do hodnosti podplukovníka